# Феликс Менделсон
Феликс Менделсон (Хамбург, 3. фебруар 1809 — Лајпциг, 4. новембар 1847) био је немачки композитор раног романтизма. Његова дела укључују симфоније, концерте, ораторијуме, клавирску и камерну музику. Након дугог периода релативног клеветања због промене музичких укуса и антисемитизма у касном 19. и раном 20. веку, његова стваралачка оригиналност се препознаје и поново вреднује и он је данас међу најпопуларнијим композиторима романтизма.

## Живот
Феликс Менделсон је рођен у Хамбургу као син Јеврејина Абрахама Менделсона Бартолдија, банкара и сина Мозеса Менделсона, и Лее Саломон, припаднице породице Ициг и сестре Јакоба Саломона Бартолдија.
Абрахам је настојао да се одрекне јеврејске вере; његова деца су првобитно васпитавана без верског образовања и крштени су као лутеранци 1816. године (тада је Феликс добио додатно име Јакоб Лудвиг). Име Бартолди је прихваћено на сугестију Леиног брата Јакоба, који је стекао право на то име и усвојио га као властито презиме. Касније у једном писму Феликсу, Абрахам је објаснио да ова одлука представља одлучан прекид са традицијом његовог оца Мозеса: 'Нема хришћанског Менделсона где има јеврејског Конфучија'. Иако је Феликс наставио да се потписује као 'Менделсон Бартолди' упркос очевим наредбама, изгледа да се није устручавао да користи само 'Менделсон'.
Породица се преселила у Берлин 1812. године. Абрахам и Леа Менделсон настојали су да Феликсу, његовом брату Паулу и сестрама Фани и Ребека пруже најбоље могуће образовање. Његова сестра Фани Менделсон (касније Фани Хенсел) постала је позната пијанисткиња и аматерски композитор; првобитно је Абрахам мислио је она музикалнија од брата. У то време, међутим, није се сматрало прикладним за жену да има музичку каријеру, тако да је Фани остала аматерски музичар.
Менделсон се често сматра највећим музичким вундеркиндом након Волфганга Амадеуса Моцарта. Прве часове клавира давала му је мајка. У седмој години подучавала га је Мари Бигот у Паризу. Од 1817. године студирао је композицију код Карла Фридриха Целтера у Берлину. Први јавни концертни наступ је вероватно имао у деветој години, када је учествовао на концерту камерне музике. Као дете био је плодан композитор и у тринаестој години је написао прво објављено дело, клавирски квартет. Целтер је упознао Менделсона са својим пријатељем, остарелим Гетеом. Касније му је часове држао композитор и клавирски виртуоз Игњац Мошелес, који је у својим дневницима признао да није морао пуно да га подучава. Мошелес и Менделсон су постали блиски сарадници и пријатељи.
Поред музике, Менделсоново образовање укључивало је уметност, књижевност, језике и филозофију. Био је вешт у цртању оловком и сликању акварела, могао је да говори (поред матерњег немачког) енглески, италијански и латински и био је заинтересован за класичну књижевност.
У доба адолесценције, његова дела је изводио приватни кућни оркестар за сараднике његових богатих родитеља из редова интелектуалне елите Берлина. Менделсон је написао дванаест гудачких симфонија између дванаесте и четрнаесте године. Та дела су игнорисана готово један век, али се данас повремено могу чути на концертном репертоару. Године 1824, док је још имао петнаест година, написао је своју прву симфонију за цео оркестар (у це-молу, оп. 11). У шеснаестој години написао је Гудачки октет у Ес-дуру, прво дело које показује пуну снагу његове генијалности. Гудачки октет и његова увертира на Шекспирову драму Сан летње ноћи, коју је написао годину дана касније, његова су најпознатија рана дела. (Написао је музику за драму шеснаест година касније, укључујући и познати Свадбени марш). Године 1827. изведена је његова опера Die Hochzeit des Camacho. Фијаско опере га је одвратио да се поново опроба у овом жанру; касније је једно време током четрдесетих година експериментисао са либретом Еугена Скрибеа заснованог на Шекспировој Олуји, али га је одбацио као неприкладног.
Од 1826. до 1829. године Менделсон је студирао на Берлинском универзитету, где је присуствовао Хегеловим предавањима о естетици, Гансовим о историји и Ритеровим о географији.
Године 1829. Меделсон је први пут посетио Британију, где га је Мошелес, који се већ настанио у Лондону, увео у утицајне музичке кругове. Имао је огроман успех; дириговао је својом Првом симфонијом и свирао на јавним и приватним концертима. У лето је посетио Единбург и постао је пријатељ композитора Џона Томсона. Приликом наредних посета упознао је краљицу Викторију и њеног супруга принца Алберта, који су се дивили његовој музици. Посете Британији су га инспирисале да напише два чувена дела, увертиру Хебриди и Шкотску симфонију (Трећа симфонија). Његов ораторијум Илија премијерно је изведен у Бирмингему на Музичком тријеналу 26. августа 1846.
Након Целтерове смрти, постојали су изгледи да Менделсон постане диригент Берлинске музичке академије са којом је оживео Бахову Пасију по Матеју (види доле). Међутим, на то место је постављен Карл Рунгенхагем. Разлог може бити Менделсонова младост и страх од могућих новина; такође се претпоставља да је разлог његово јеврејско порекло.
Без обзира на то, 1835. године постављен је за диригента Лајпцишког оркестра. Ово постављење је било од изузетног значаја за њега; осећао се Немцем и желео је има водећу улогу у музичком животу своје земље. То је на неки начин била накнада за претходно разочарање. Упркос напорима пруског краља да га доведе у Берлин, Менделсон је своју пажњу усмеравао на развој музичког живота у Лајпцигу и 1843. је основао Лајпцишки конзерваторијум, где је успешно приволео Игњаца Мошелеса и Роберта Шумана.
Менделсонов лични живот је био конвенционалан. Његов брак са Сесил Жанрено је био веома срећан и имали су петоро деце: Карла, Мари, Паула, Феликса и Лили. Менделсон је био изврстан сликар акварела и његова обимна преписка - праћена смешним скицама и цртежима - показује да је такође могао бити духовит писац.
Меделсон је последњих година живота био озбиљно болестан, вероватно услед нервних проблема и превеликог рада. Такође га је смрт сестре Фани у мају 1847. дубоко потресла. Менделсон је умро 4. новембра 1847. године у Лајпцигу након серије срчаних удара. Опело је одржано у Цркви Светог Павла, а сахрањен је на Гробљу Светог Тројства у Берлину.

## Процват Бахове и Шубертове музике
Менделсонова дела показују његово проучавање барока и ране класичне музике. Његове фуге и његови корали одражавају тоналну јасноћу и коришћење контрапункта Јохана Себастијана Баха, који је на њега дубоко утицао. Његова баба-тетка Сара Леви (девојачко Ициг) је била ученица Баховог сина Вилхелма Фридемана Баха. Она је сакупила мноштво Бахових рукописа. Музику Јохана Себастијана Баха, која је скоро пала у заборав на прелазу у деветнаести век, дубоко је ценио Менделсонов учитељ Целтер. Менделсон је 1829. године, уз подршку Целтера, дириговао извођењем Бахове Пасије по Матеју у Берлину. Оркестар и хор сачињавали су чланови Берлинске музичке академије. Успех извођења (првог након Бахове смрти 1750. године) представљао је важан елемент у процвату Бахове музике у Немачкој и широм Европе. Захваљујући томе Менделсон је био широко прихваћен.
Менделсон је такође оживео интересовање за дело Франца Шуберта. Роберт Шуман је открио рукопис Шубертове Девете симфоније и послао га Менделсону који ју је премијерно извео у Лајпцигу 21. марта 1839, више од једне деценије након композиторове смрти.

## Дела

### Симфоније
Редослед симфонија је следећи: 1, 5, 4, 2, 3.
- Симфонија бр. 1 (1824). У њој се уочава утицај Баха, Моцарта и Бетовена.
- Симфонија бр. 5 "Реформаторска" (1829 — 1830). Написана је поводом 300. годишњице Реформације
- Симфонија бр. 4 "Италијанска" (1833). Менделсон је инспирацију за стварање овог дела добио током путовања у Италију.
- Симфонија бр. 2 (1840 — 1841)
- Симфонија бр. 3 "Шкотска" (1830, рев. 1842). Дело евоцира атмосферу Шкотске у романтичарском духу, али без шкотских народних мелодија.